# جون جودارد
جون جودارد، (بالإنجليزية: John Goddard)‏، ولد في أمريكا عام 1925م، وهو مستكشف ومغامر، وكاتب.
تخرج من جامهة شمال كاليفورنيا, عندم بلغ عامة الخامس عشر، كتب قائمة من 127 هدف يريد تحقيقهم: كالطيران، والركض لمسافات طويلة، وتسلق الجبال، وزيارة الدول المختلفة، والآثار التاريخية حول العالم، والإبحار في الأنهار والبحار والمحيطات.

## وصلات خارجية
- الموقع الرسمى لجون جودارد